# Beveroorlogen
De Beveroorlogen of Beaver Wars (niet te verwarren met de Beveroorlog die Pontiac tussen 1763 en 1766 tegen de Britten voerde) is de naam gegeven aan vele gewelddadige aanvallen die de Noord-Amerikaanse Iroquois-federatie (Haudenosaunee) vanaf 1640 deed op onder andere de Wendat-indianen en de Fransen. Door deze aanvallen probeerden de Haudenosaunee, aanvankelijk handelspartners van de Hollanders, de bonthandel tussen de verschillende inheemse volkeren rondom de Grote Meren en de Fransen en Engelsen te monopoliseren. Deze brute gebiedsuitbreiding, die werd aangevoerd door de dominante Kanien’kehaka (Mohawk), leidde tot enorme slachtpartijen onder (vooral) Algonkisch sprekende volken, en creëerde een kloof tussen enerzijds de Haudenosaunee en anderzijds (grotendeels Algonkisch sprekende) volken van de Grote Meren, die eeuwen zou voortduren.

## Oorzaken
De Fransen hadden aan het begin van de 17e eeuw een kolonie gesticht aan de Saint Lawrencerivier, en probeerden net zoals de Engelsen van meet af aan zo veel mogelijk munt te slaan uit de handel in bevervachten met de lokale bevolking. Gaandeweg hadden de indianen hun traditionele wapens en oorlogvoering opgegeven voor de Europese varianten, met het nadeel dat ze voor wapens en ammunitie compleet afhankelijk waren van de kolonisten. Deze afhankelijkheid en het feit dat de bever in noordelijkere regionen een dikkere – en dus meer waardevolle – vacht had, leidde er bij de Haudenosaunee (Irokezen) toe dat de jacht op bevers zo geïntensiveerd werd, dat het dier rond 1650 al bijna was uitgestorven.
De Iroquois (zoals de Fransen de Haudenosaunee noemden) richtten zich vervolgens op de omliggende gebieden voor de jacht, maar vanaf 1640 besloten ze – hun aantal sterk verminderd door oorlogen en ziekten – om, zwaar bewapend met Hollandse geweren, de dorpen van andere inheemse volkeren aan te vallen; op deze manier konden ze zonder op jacht te gaan aan de felbegeerde bevervachten komen, en de krijgsgevangenen konden de taken van de weggevallen Haudenosaunee overnemen. Deze Beveroorlogen hadden aanvankelijk nog niet het karakter van strategisch uitgestippelde aanvallen op dorpen of pogingen om jachtgebied in handen te krijgen; meestal werden verrassingsaanvallen uitgevoerd op bemanningen van kano's die vachten naar Montreal of Trois-Rivières probeerden te vervoeren.

## Geschiedenis
In de loop van de zeventiende eeuw werd het meevoeren van krijgsgevangenen een steeds belangrijker motief voor oorlog binnen de Irokese federatie. Ziekten en oorlog leidden tot kleinere populaties, die op hun beurt weer tot oorlogen om krijgsgevangenen leidden en zo de bevolking nog verder deden afnemen. Van 1649 tot 1657 werden vrijwel alle Wendat oftewel Huron, bondgenoten van de Fransen, bij invallen gevangengenomen en teruggevoerd naar Iroquoia. In 1657 waren de meeste overgebleven Huron naar Quebec gevlucht, maar toen duidelijk werd dat de Fransen niet bereid waren oorlog te riskeren voor hun veiligheid gaven ze zich over en vertrokken vrijwillig naar hun gevangengenomen broeders en zusters. De adaptatie van andere volkeren aan de Haudenosauneecultuur (vooral die van de Onondaga en Mohawk) bleek echter niet genoeg om de handel in bevervachten door te zetten en tegelijkertijd de bevolking op peil te houden. De Haudenosaunee en hun nieuwe bondgenoten werden dus gedwongen om steeds langere tochten te ondernemen om mensen gevangen te nemen; in 1661 en 1662 brachten ze krijgsgevangenen mee terug van de Dakota in het oosten, de Omàmiwininiwak (Algonkin) in het verre noorden en een aantal van kleinere volkeren uit Virginia in het zuiden. Franse Jezuïeten schatten rond 1665 dat bijna 66 procent van de indianen die in 'Iroquoia' leefden oorspronkelijk niet-Irokees was.

## Vrede
De gewelddadige houding van de Haudenosaunee tegenover de Franse bondgenoten leidde ook tot een aantal gewapende conflicten tussen Nouvelle France en de Haudenosaunee zelf. Van 1630 tot 1660 waren er talloze schermutselingen, die er vaak op uit draaiden dat Haudenosaunee de aanvoer van vachten naar de Fransen blokkeerden. Van de vijf divisies van de Irokese federatie waren het de Mohawk die het vaakst in de clinch lagen met de Fransen, totdat de kolonisten in 1666 een aantal van hun versterkte dorpen platbrandden en de achtergebleven mannen doodden. In 1667 werd een vredesakkoord gesloten dat meer dan tien jaar stand zou houden. Het conflict laaide pas in 1683 weer op, toen de Franse gouverneur Louis de Buade probeerde zijn territorium uit te breiden ten koste van Iroquoia. De Beveroorlogen werden uiteindelijk definitief beslecht met de Grande Paix van 1701, waarin de Haudenosaunee beloofden de Fransen niet meer aan te vallen.

## Naslagwerk
- American Encounters; New York, 2000. ISBN 0-415-92374-3
- A Companion to American Indian History; New York, 2002. ISBN 0-631-20975-1